# Paul Guth
Pour les articles homonymes, voir Guth.
 (août 2017).
Si vous disposez d'ouvrages ou d'articles de référence ou si vous connaissez des sites web de qualité traitant du thème abordé ici, merci de compléter l'article en donnant les références utiles à sa vérifiabilité et en les liant à la section « Notes et références ».
Paul Guth, né le 5 mars 1910 à Ossun et mort le 29 octobre 1997 à Ville-d'Avray — il est inhumé à Penne-d'Agenais, en Lot-et-Garonne —, est un romancier et essayiste français,.
Romancier, essayiste, chroniqueur, mémorialiste, historien, pamphlétaire, il est l'auteur d'une cinquantaine d'ouvrages parfois teintés d'Histoire, d'anecdotes contemporaines ou de critiques sur ce qu'il considérait comme les maux de son siècle. Il fit partie des premiers comités de la Société des poètes et artistes de France à la fin des années 1950 et au début des années 1960.

## Biographie
Paul Guth est né dans une famille modeste, son père Joseph Guth était mécanicien. Ses parents habitaient alors Villeneuve-sur-Lot. Sa mère, d'origine bigourdane, était venue accoucher dans la maison familiale d’Ossun, chef-lieu de canton des Hautes-Pyrénées.
Paul Guth commence ses études à Villeneuve-sur-Lot. Il les poursuit à Paris en classe préparatoire littéraire au lycée Louis-le-Grand.
Il fait ensuite des études supérieures à la Faculté de lettres de Paris (Sorbonne) et devient agrégé de lettres en 1933. À cette date, il commence une carrière d'enseignant classique, qui sera interrompue par la Seconde Guerre mondiale. Il sera professeur de lettres pendant dix ans aux lycées de Dijon, Rouen et enfin au lycée Janson-de-Sailly, à Paris.
Après la guerre, il se consacre d'abord à la littérature puis au journalisme et à la radio. Il obtient en 1946 le Prix du Théâtre pour Fugues.
En 1953, Paul Guth publie Les Mémoires d'un Naïf, premier roman à succès d'une chronique qui comptera sept volumes. Il y raconte la vie de son personnage récurrent, le Naïf, professeur de français, qui sous une grande naïveté, cache une imagination fertile.
Cette série comprend Les Mémoires d'un Naïf (1953 - Prix Courteline), Le Naïf sous les drapeaux (1954), Le Naïf aux quarante enfants (1955), Le Naïf locataire (1956 - Grand prix du roman de l'Académie française),  Le Naïf amoureux (1958), Le mariage du Naïf (1965), et enfin Saint Naïf (1970).
Parallèlement, il collabore régulièrement dans les années 1952 à 1959 à la revue Connaissance des arts en publiant de nombreux articles.
L'œuvre de Paul Guth comprend aussi une série romanesque de quatre volumes sur Jeanne la Mince qu'il publia entre 1960 et 1969 : Jeanne la mince, Jeanne la mince à Paris, Jeanne la mince et l'amour et enfin Jeanne la mince et la jalousie. Dans cette série, il retrace la vie d'une jeune femme, Jeanne la Mince, qui part à la découverte du monde. Sa protagoniste découvre ainsi l'insouciance de la jeunesse puis les années folles à Paris, fait son éducation sentimentale, enfin découvre l'amour et la jalousie dans les bras du brillant journaliste Paul Bagnac.
Pris depuis douze ans par de grands travaux d'Histoire, Paul Guth revient au roman en 1977 avec Le chat Beauté. Dans ce livre, d'une brûlante actualité, il règle ses comptes avec lui-même, avec les autres, avec la vie. La même année, Paul Guth toujours aussi narquois et réactionnaire publie Notre drôle d'époque comme si vous y étiez, dans lequel il accumule de nombreuses anecdotes sur la télévision, l'amour, la religion et bien d'autres thèmes, pour nous inviter à sourire de nos habitudes et de notre mode de vie.
En 1973, candidat à l'Académie française, il est battu par Jean d'Ormesson.
En 1976, les Lettres à votre fils qui en a ras le bol sont un cri d'amour pour les jeunes et d'espoir en leur bonheur et leur courage. Il évoque également sans détour la plupart des problèmes de la jeunesse : les rapports du présent avec le passé et l'avenir, la vie scolaire, le tabac, la sono, la sexualité, la majorité à dix-huit ans, l'homosexualité, la vitesse, la drogue, le chômage, le travail manuel, les filles, l'amour… 
Trois ans plus tard, dans Lettre ouverte aux futurs illettrés, il s'adresse à nouveau à la jeunesse, qu'il a appris à chérir durant ses années de pédagogue, pour dénoncer le « génocide intellectuel » que l'école inflige aux enfants.
Paul Guth a également participé à la rédaction de livres pour enfants. Parmi eux, il publie Les Passagers de la Grande Ourse en 1944 en compagnie de Paul Grimault. Le livre raconte les mésaventures de Gô et de son petit chien Sniff à bord d'un aéroscaphe.
Durant quelques années, il s'essaye aux romans historiques avec par exemple Moi, Joséphine, impératrice et en 1967, Histoire de la littérature française. Dans ce dernier livre, l'auteur, alors professeur de français, tente « d'être aussi clair qu'un professeur, en expliquant le mécanisme de la création comme un auteur » et de conserver la « posture d'émerveillement ». Il se veut le « contemporain de chaque auteur » mais s'arrête « au seuil des vivants », « à l'aube sanglante du vingtième siècle ».
Au début des années 1980, Paul Guth participe souvent à l'émission Les Grosses Têtes sur la radio RTL et est le partenaire de Sim dans l'interprétation de l'opéra chinois.
Il obtient en 1984 le Prix Chateaubriand pour son livre Une Enfance pour la vie.
En 1988, Paul Guth critique une partie de la gauche dans Oui, le bonheur, inventaire des passions, indignations et recettes du bonheur.
Il était membre de l'Académie Alphonse-Allais.
Enfin, en 1994, après cinquante ans de vie littéraire, c'est en philosophe qu'il livre ses réflexions sur notre société et ses contemporains dans Qu'en pensez-vous?
Son épouse, née Juliette Loubère, est décédée le 21 juin 2000.

## Romans
- 1948 : Les Sept Trompettes
- 1952 : Le Pouvoir de Germaine Calban.
- 1953 : Mémoires d'un naïf
- 1954 : Le Naïf sous les drapeaux
- 1955 : Le Naïf aux quarante enfants
- 1956 : Le Naïf locataire
- 1958 : Le Naïf amoureux
- 1960 : Jeanne la mince
- 1961 : Jeanne la mince à Paris
- 1962 : Jeanne la mince et l'amour
- 1963 : Jeanne la mince et la jalousie
- 1965 : Le Mariage du naïf
- 1970 : Saint Naïf
- 1975 : Le chat Beauté (Flammarion)
- 1985 : La Tigresse
- 1990 : Le Retour de Barbe Bleue (Mercure de France)

## Livres pour la jeunesse
- 1944 : Les Passagers de la Grande Ourse (Gallimard)
- 1945 : L'Épouvantail (Gallimard)
- 1950 : La Locomotive Joséphine
- 1958 : Moustique et le Marchand de sable
- 1960 : Moustique et Barbe-Bleue
- 1961 : Le Séraphin couronné
- 1962 : Henri IV
- 1963 : Moustique dans la lune
- 1982 : Cuic dans l’île

## Essais et biographies
- 1946 : Autour des dames du bois de Boulogne, (Journal d’un film) (Julliard)
- 1947 : Quarante contre un (1re série)  chez Corréa (trois volumes).
- 1951 : Quarante contre un (2e série) (Denoël)
- 1951 : Michel Simon (Calmann-Lévy).
- 1951 : Philippe Noyer (Orféa)
- 1952 : Quarante contre un (3e série) (Denoël)
- 1954 : L’Académie imaginaire, (illustré de photographies de Jean-Marie Marcel, Éditions d’Histoire et d'Art)
- 1959 : Le savoir-vivre actuel (Dictionnaire), en collaboration avec Michelle Maurois. (Gallimard)
- 1960 : Saint Louis, roi de France (Bloud et Gay)
- 1962 : Paris naïf (avec des photographies de Georges Glasberg) (Grasset)
- 1963 : La chance (Collection Notes et Maximes) (Hachette)
- 1967 : Histoire de la littérature française (tome I et II, essai) (Fayard)
- 1968 : Lettre ouverte aux idoles (Albin Michel)
- 1970 : Le Naïf dans la vie
- 1972 : Mazarin (Flammarion)
- 1976 : Lettres à votre fils qui en a ras le bol (Flammarion)
- 1977 : Notre drôle d'époque comme si vous y étiez (Flammarion)
- 1979 : Moi, Joséphine, impératrice (Albin Michel)
- Fugues
- 1980 : Lettre ouverte aux futurs illettrés
- 1982 : L’aube de la France, t. I et II, 1968-1970 (Plon)
- 1982 : Le ce que je crois du naïf (Grasset)
- 1984 : Une enfance pour la vie (Plon)
- 1987 : Si j'étais le Bon Dieu (Plon)
- 1987 : Discours de Déception à l'Académie française (Plon)
- 1988 : Oui, le bonheur. (Flammarion)
- 1991 : Moi, Ninon de Lenclos, courtisane (Albin Michel)
- 1993 : Petite vie de Saint Louis
- 1994 : Qu'en pensez-vous ?
- 1997 : Préface de "L'Affaire Bernadette Soubirous, l'enquête judiciaire de 1858" (Cerf), de Jean-Paul Lefebvre-Filleau

## Livret d'opéra
- Pierre Capdevielle : Les Amants captifs, mythe lyrique sur un livret de Paul Guth (1947-1958)[8]